# Rundskop
Bullhead (título original en neerlandés: Rundskop, que literalmente significa 'cabeza de toro') es una película belga de género dramático escrita y dirigida por Michaël R. Roskam y protagonizada por Matthias Schoenaerts. El filme cuenta la historia de Jacky Vanmarsenille, un joven ganadero linburgués que recibe la visita de un veterinario sin escrúpulos que quiere hacer negocios sucios con un comerciante de vacuno de mala fama de Flandes occidental. El asesinato de un policía federal y el descubrimiento inesperado de un misterioso secreto del pasado de Jacky desencadenan una serie de acontecimientos que tendrán importantes consecuencias. El largometraje está basado en la historia real del asesinato de Karel van Noppen, un inspector belga que investigaba los negocios ilegales entre granjeros y que fue asesinado en la puerta de su casa. Se desarrolla principalmente en limburgués, un dialecto del neerlandés.

## Estreno
La película se estrenó en su país de origen el 2 de febrero de 2011. Fue seleccionada para ser proyectada en la 61.ª edición del Festival Internacional de Cine de Berlín. Además, se estrenó en el Fantastic Fest de Austin, en Estados Unidos. La cadena americana de salas de cine Alamo Drafthouse Cinema adquirió los derechos de distribución de la película, que finalmente dio el paso a la gran pantalla el 17 de febrero de 2012 en un número reducido de cines. En España, ha participado en festivales como el Festival Internacional de Cine Fantástico de Sitges o el Festival de Cine de Autor de Barcelona, en la categoría de autores emergentes.

## Acogida de la crítica
En general, la película ha recibido buenas críticas. Actualmente cuenta con una puntuación del 87 % tras 69 valoraciones recibidas en la web Rotten Tomatoes. Metacritic puntúa el filme con un 68% tras recibir 24 críticas. Film Affinitiy la califica con un 6,5 tras 689 votos.

El famoso comentarista de cine Roger Ebert ha criticado que el abuso de los flashbacks entorpecen el desarrollo de la trama. Por otro lado, ha elogiado la actuación del actor protagonista, Matthias Schoenaerts, sobre el cual ha señalado: 
“En lo único que destaca la película es en la actuación de Matthias Schoenaerts. Lo vemos a menudo tambaleándose de lado a lado controladamente, como si el simple hecho de caminar no fuese un reto lo bastante grande para él. Vemos como sus ojos arden de dolor. [...] El filme impresiona por el dolor, la tristeza y la rabia que contiene la actuación del personaje que da título a la película, el actor flamenco Matthias Schoenaerts, quien musculó su figura (sin la ayuda de esteroides) expresamente para el papel, hasta el punto de parecer que en cualquier momento vaya reventarle la ropa, o incluso su propia piel.”
Tanto el filme como Matthias Schoenaerts fueron galardonados en el AFI Fest, con los premios New Authours Audience Award y New Authors Critic’s Prize, respectivamente. En el Fantastic Fest la película se hizo con el premio New Wave, patrocinado por AMD. Matthias Schoenaerts ganó el premio FIPRESCI al mejor actor en el Festival Internacional de Cine de Palm Springs. El jurado elogió la actuación del actor destacando su "soberbio retrato de un hombre sensible e inocente atrapado en un cuerpo truculento". El largometraje ganó el premio a la mejor película en el Festival de Cine de Ostende, así como nueve nominaciones a los premios de cine de Bélgica Magritte, de los cuales ganó el premio a la mejor coproducción flamenca, al mejor guion, al mejor actor (para Schoernaerts) y al  mejor montaje. La película también recibió el premio de la crítica cinematográfica en Bélgica, el André Cavens.
Bullhead fue seleccionada para representar a Bélgica en la 84.ª edición de los Óscar en la categoría de mejor película extranjera.  Fue nominada oficialmente en esta categoría el 24 de enero de 2012, pero finalmente perdió contra la película iraní Nader y Simín, una separación.

## Reparto
- Matthias Schoenaerts en el papel de Jacky Vanmarsenille.
- Jeroen Perceval en el papel de Diederik Maes.
- Jeanne Dandoy en el papel de Lucia Schepers.
- Barbara Sarafian en el papel de Eva Forrestier.
- Tibo Vandenborre en el papel de Anthony De Greef.
- Frank Lammers en el papel de Sam Raymond.
- Sam Louwyck en el papel de Marc de Kuyper.